# 南萌华
南萌华（日语：／ Minami Moeka，1988年12月7日—），日本足球运动员，日本国家女子足球队成员。现效力于罗马女子足球队。曾随国家队参加2019年女子世界杯足球赛、2020年夏季奧林匹克運動會足球比賽。